# Видиша
Видиша (англ. Vidisha) — город в штате Мадхья-Прадеш, Индия. Расположен неподалёку от столицы штата — города Бхопала. Является административным центром одноимённого округа. В средневековый период город назывался Бхилса.

## География
Средняя высота над уровнем моря — 424 метра.

## Демография
Согласно результатам переписи 2011 года, население города составляло 155 959 человек. Доля мужского населения — 53,21 %, женского — 46,79 %. Средний уровень грамотности — 86,88 %, что выше общенационального показателя (74,04 %). Грамотность мужского населения составляла — 92,29 %, женского — 80,98 %. 15 % населения были детьми младше 6 лет.
| Религиозный состав                                 | Религиозный состав | Религиозный состав | Религиозный состав | Религиозный состав |
| Религия                                            |                    |                    | Процент            |                    |
| -------------------------------------------------- | ------------------ | ------------------ | ------------------ | ------------------ |
| Индуисты                                           |                    |                    | 76 %               |                    |
| Мусульмане                                         |                    |                    | 20 %               |                    |
| Джайны                                             |                    |                    | 2 %                |                    |
| Сикхи                                              |                    |                    | 1 %                |                    |
| Другие†                                            |                    |                    | 1 %                |                    |
| †Включая христиан (0,5%) и буддистов (менее 0,5%). |                    |                    |                    |                    |

## Достопримечательности
Видиша богата историческими монументами. К северу от современного города находятся руины древнего города Беснагара, среди которых — колонна Гелиодора — самый ранний из сохранившихся монументов в честь Кришны. Поблизости от Видиши также расположены пещеры Удаягири с барельефами и надписями, относящимися к периоду Гуптов.